# Dack Rambo
Dack Rambo (Earlimart (Californië), 13 november 1941 – Delano (Californië), 21 maart 1994) was een Amerikaanse acteur.

## Biografie
Rambo werd geboren als Norman Jay Rambo en heeft ook een tweelingbroer Orman Ray Rambo die de bijnaam Dirk kreeg. Nadat ze in 1960 naar Los Angeles verhuisden werden de broers ontdekt door actrice Loretta Young en ze werden gecast voor The New Loretta Young Show. In februari 1967 overleed zijn broer Dirk bij een autocrash. Later datzelfde jaar kreeg hij de rol van Jeff Sonnett in The Guns of Will Sonnett en speelde hier 50 afleveringen. In de jaren zeventig en tachtig speelde hij vele gastrollen in series. Van 1985 tot 1987 had hij een grote rol in Dallas als Jack Ewing.
In 1990 ging hij spelen in de soap Another World en in 1991 ontdekte hij dat hij besmet was met Hiv. Hij stopte kort daarna met de serie en ook met acteren. Daarna maakte hij het openbaar bekend dat hij hiv had en dat hij biseksueel was. Hij overleed aan de complicaties van aids in maart 1994.
- Biblioteca Nacional de España: XX4957081
- International Standard Name Identifier: 0000 0000 7826 2132
- Library of Congress Control Number: no2006067453
- SNAC: w60d94rw
- Virtual International Authority File: 41595330
- WorldCat: E39PBJh4xgrf6yRPmQgm9X4THC